# Яфай, Халид
Халид (Кэл) Яфай (англ. Khalid "Kal" Yafai) — британский боксер-профессионал, выступающий во второй наилегчайшей весовой категории.

## Биография
Родился 11 июня 1989 года в городе Бирмингем. Родители Яфая родом из Йемена.

## Карьера
В июне 2005 года завоевал серебряную медаль на чемпионате Европы среди кадетов в Венгрии, проиграл в финале россиянину Фариду Алешкину. Он получил награду BBC Midlands 2005 «юный спортсмен года» после того, как стал первым в истории чемпионом мира по боксу (среди юниоров до 17 лет) в Англии. Халид Яфай также завоевал титул Чемпиона мира среди кадетов, победив в полулегком весе Луиса Яньеса из Соединенных Штатов. Выступая за Birmingham City ABC, он стал одним из самых молодых британских чемпионов. В декабре 2006 года, на чемпионате мира среди юниоров 2006 года в Агадире (Марокко) он проиграл в четвертьфинале кубинцу Алексу Колладо. Будучи юниором проигрывал россиянину Михаилу Алояну. Являясь самым молодым членом сборной Великобритании на Seniors World Championship 2007 года, 18-летний Халид победил армянина Дереника Гижларяна, но позже уступил филиппинцу Виолито Пайле. Затем он квалифицировался на летние Олимпийские игры 2008 года в Пекине в 1-м олимпийском отборочном турнире в Пескаре (Италия) он остановил партнера по команде Мо Насира из Уэльса, а затем переиграл Игоря Самойленко из Молдавии, чтобы пройти квалификацию. При этом выбыл до финала из-за травмы. Он участвовал в чемпионате Европейского союза 2008 года в Польше, где выиграл серебряную медаль, победив бывшего олимпийского боксера Редуана Аслума из Франции в полуфинале, но затем проиграл спорным решением 13-10 домашнему фавориту Рафалю Качору. Выступая на Олимпийских играх Халид был побежден в раунде 1/16 кубинским ветераном Андри Лаффитой, который продолжал претендовать на серебряную медаль. Халид отсутствовал на чемпионате Европы по любительскому боксу 2008 года в Ливерпуле, но вернулся на чемпионат GeeBee в апреле 2009 года в категории 54 кг (bantamweight) и претендовал на золото, победив Европейского серебряного призёра Саломо н’Туве из Швеции.

### 2012 год
Дебютировал в профессиональном боксе 7 июля в Шеффилде (Англия) в лимите легчайшего веса (до 53.5 кг или 118 фунтов). Выиграл отказом от продолжения боя во втором раунде Делроя Спенсера (14-139-3). 8 сентября в Лондоне выиграл нокаутом в 1 раунде Ричарда Вороса (4-8-0) из Венгрии. 22 сентября в Белфасте (Северная Ирландия) выиграл единогласным решением судей Виктора Коха (4-6-2) из Мексики. 20 октября в Шеффилде выиграл нокаутом во 2 раунде Скотта Глэдвина (5-1-0). 17 ноября в Ноттингеме (Англия) выиграл нокаутом в 1 раунде Пио Антонио Неттуно (7-5-0) из Италии, бой проходил в лимите второго легчайшего веса (до 55.3 кг или 122 фунтов). 8 декабря в Лондоне выиграл нокаутом в 3 раунде Хорхе Переза (11-5-0) из Испании. В первый год своей карьеры бои проводил в лимите легчайшего веса и один бой провёл в лимите второго легчайшего веса.

### 2013 год
Провёл 4 боя и все выиграл в 2013 году. 19 января в Вулвергемптоне (графство Уэст-Мидлендс,Англия) выиграл отказом от продолжения боя в 4 раунде мексиканца Гонсало Гарсию Дюран(9-6-2). 30 марта в Ливерпуле (графство Мерсисайд,Англия) выиграл единогласным решением судей Мишеля Рамабелеца (8-9-0), бой прошёл в лимите второго легчайшего веса. 26 октября в Шеффилде (графство Йоркшир,Англия) выиграл единогласным решением судей Сантьяго Бустоса (6-2-1) из Испании, этот бой также прошёл в лимите второго легчайшего веса. 14 декабря в Лондоне(Англия) выиграл нокаутом в 4 раунде Эшли Лэйна (4-3-2), бой прошёл в лимите легчайшего веса. Халид будучи в начале своей карьеры определялся с тем, в какой весовой категории хочет закрепиться, поэтому проводил бой сразу в двух весовых категориях.

### 2014 год
В 2014 году провёл три боя и все выиграл, завоевав два региональных титула. 21 мая в Лидс (графство Йоркшир, Англия) выиграл нокаутом в 3 раунде Йакуба Карима (13-3-1) из Нигерии, и также завоевал вакантный титул Commonwealth (British Empire) в во втором наилегчайшем весе (до 52.2 кг или 115 фунтов). 20 сентября в Лондоне(Англия) выиграл нокаутом во втором раунде Херальдо Молину(17-8-3) из Никарагуа, и завоевал вакантный титул IBF Inter-Continental во втором наилегчайшем весе. 15 ноября в Дублине(Ирландия) провёл дебютную защиту титула выиграв единогласным решением судей (118-105 119-106 120-104) бывшего претендента на титул WBO во втором наилегчайшем весе (проиграл в 2005 году Фернандо Монтиэлю) Ивирз Брикено(35-9-2) из Никарагуа. В 2014 году закрепился во втором наилегчайшем весе в статусе топ-проспекта.

### 2015 год
В 2015 году провёл 4 боя и выиграл во всех, повысив уровень соперников, и также выиграл ещё один региональный титул. 28 марта в Шеффилде (графство Йоркшир, Англия) выиграл единогласным решением судей Кристофера Росалеса (10-1-0) из Никарагуа, который в 2018 году станет чемпионом мира в наилегчайшем весе по версии WBC. 9 мая в родном городе Халида Бирмингеме (графство Уэст-Мидлендс, Англия) выиграл нокаутом в 1 раунде Исаака Куаий (27-10-1) из Ганы. 5 сентября в Лидсе (графство Йоркшир,Англия) выиграл нокаутом в 1 раунде Арона Хуареса (6-2-1) из Никарагуа. 17 октября в Бирмингеме (графство Йоркшир, Англия) выиграл единогласным решением судей (120-107 119-108 120-107) Джейсона Каннингхэма (17-2-0) и завоевал вакантный титул BBBofC British во втором наилегчайшем весе. Появился в топ-15 по всем четырём боксерским версиям.

### 2016 год
В 2016 году провёл четыре победных боя, в которых выиграл и завоевал один региональный титул и стал чемпионом мира во версии WBA. 5 марта в Бирмингеме выиграл нокаутом в 1 раунде у бывшего претендента на титул WBC в наилегчайшем весе Диксона Флореса (12-3-2) из Никарагуа, в этом бою завоевал вакантный титул WBA Inter-Continental во втором наилегчайшем весе. 25 июня в Лондоне выиграл нокаутом в 1 раунде у венгра Йосефа Ажтая (15-3-0), бой проходил в лимите легчайшего веса. 22 октября в Бирмингеме выиграл нокаутом в 3 раунде у Джонсона Теллеса (9-27-5) из Никарагуа, бой прошёл в лимите второго легчайшего веса (до 55,3 к). 10 декабря в Манчестере во втором наилегчайшем весе (до 52,2 кг) Луис Консепсьон (35-5, 24 КО) не сделал вес.

### 2017 год
13 мая в Бирмингеме Яфай победил Сугура Муранаку из Японии. 28 октября в Кардиффе перебоксировал Сё Исиду (24-0-0) из Японии.

### 2018 год
26 мая в Фресно Яфай победил мексиканского середняка Давида Кармону. 24 ноября в Монте-Карло  защитил звание чемпиона мира, в 4 раз  выиграв у мексиканца Исраэля Гонсалеса.

### 2019 год
29 июня в Провиденс (штат Род-Айленд, США) Халид Яфай (25-0-0) легко прошёл своего обязательного претендента, которым оказался Норбелто Хименес (29-9-4, 16 KO) из Доминиканской Республики. 